# Drakhtik
Pour l’article homonyme, voir Drakhtik (Hadrout).
Drakhtik (en arménien Դրախտիկ ; anciennement Tokhluja) est une communauté rurale du marz de Gegharkunik, en Arménie. Elle compte 912 habitants en 2008.